# 绍伊德
绍伊德（德語：Scheuder，發音：[ˈʃɔʏdɐ]）是德国萨克森-安哈尔特州安哈尔特-比特费尔德县曾经的一个市镇，面积9.8平方千米，2006年12月31日人口为347人。2010年1月1日，绍伊德与另外17个市镇合并为新市镇南安哈尔特。